# Corydalis hemidicentra
Corydalis hemidicentra là một loài thực vật có hoa trong họ Anh túc. Loài này được Hand.-Mazz. mô tả khoa học đầu tiên năm 1920.